# Kenchanahalli, Mandya
Kenchanahalli là một làng thuộc tehsil Mandya, huyện Mandya, bang Karnataka, Ấn Độ.